# Natale nell'arte e nei media

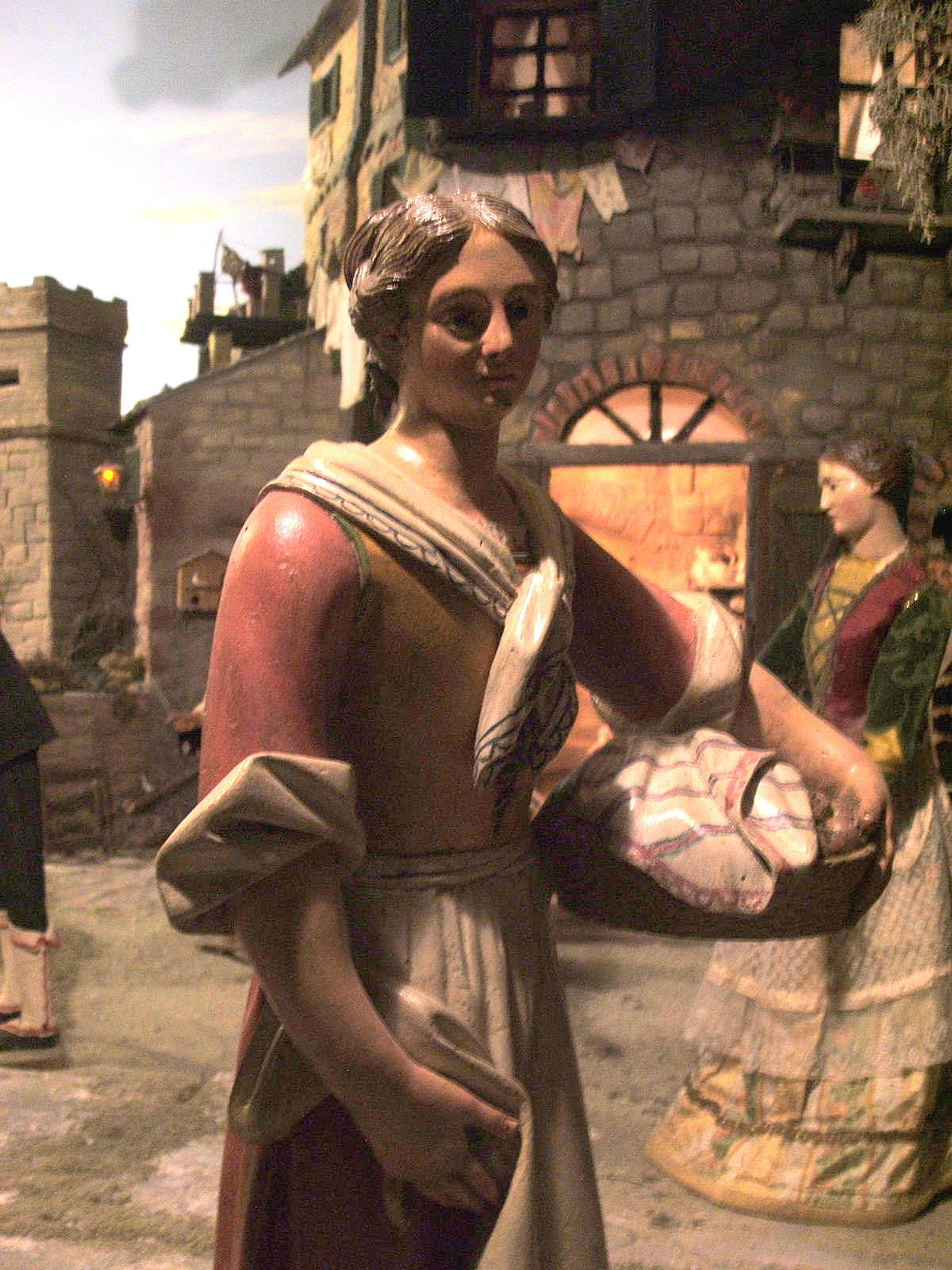
Una statuina di presepe, forma artistica di rappresentazione di quella che è una delle maggiori festività cristiane

Il Natale ha ispirato molti film, opere liriche, teatrali, balletti, ma anche musiche sacre, colonne sonore, con lo scopo di diffondere lo spirito di questa festività religiosa cristiana in una forma di ricorrenza che segua il corso dei tempi restando sempre attuale, al di là del significato religioso.
Le storie sono soprattutto centrate su miracoli natalizi che toccano il cuore delle persone. Molte sono divenute popolari, e sono migrate nella cultura diventando parte della tradizione natalizia. Fra le opere che hanno lasciato il segno al di là del racconto natalizio in sé stesso vi è sicuramente il brano musicale "Stille Nacht". 
Tra le opere più conosciute vi sono Lo Schiaccianoci di Pëtr Il'ič Čajkovskij: un balletto, con sfondo Natalizio, una storia di una giovane ragazza Russa che si risveglia da un sogno; l'Oratorio di Natale (Oratorium tempore nativitatis Christi o Weihnachtsoratorium), opera BWV 248 di Johann Sebastian Bach e l'oratorio Messiah di Georg Friedrich Händel. 
Un'altra storia tipica riguardo al tema del Natale è - nella narrativa - il "Canto di Natale" di Charles Dickens, una storia di incredibile miseria: una avaro rifiuta la compassione e la filantropia come simboli del natale, finché arrivano a fargli visita i fantasmi del Natale del Passato, del Presente e del Futuro, che gli mostrano le conseguenze del suo comportamento. Attraverso questa e altre storie Natalizie, Dickens è qualche volta considerato l'autore più aderente al sentimento natalizio nei paesi di lingua inglese. 
In ambito letterario italiano si ricordano i racconti di scrittori come Luigi Pirandello (Sogno di Natale), Mario Soldati (Natale e Satana), Mario Rigoni Stern (Quel Natale nella steppa), Giovanni Guareschi (La favola di Natale), Vincenzo Consolo (Il teatro del Sole. Racconti di Natale) e Sebastiano Vassalli (Natale a Marradi).
Oltre a Dickens, icona delle tradizioni natalizie del mondo anglosassone, anche Tomas Nast e Clement Moore contribuiscono a rendere popolari e aderenti allo spirito del natale l'immagine di Santa Claus. Ma sono importanti anche opere narrative natalizie di Robert Louis Stevenson (Markheim), Rex Stout con Festa di Natale e la scrittrice premio Nobel Pearl S. Buck con Il segreto di Natale.
Sul versante della poesia non si possono dimenticare le liriche di Guido Gozzano (La pecorina di gesso), Clemente Rebora (Il tuo Natale), Giovanni Testori (Un bambino per sempre) e molti altri (celebre è l'antologia dalle origini a oggi Natale in poesia), ma anche gli Inni natalizi di sant'Ambrogio poi vescovo di Milano.
I cartoni animati di Nast e i poemi di Moore hanno reso a tutti familiari la figura di Santa Claus.
Anche se queste icone del Natale sono diventate estremamente popolari grazie ai film e alla televisione, le antiche tradizioni Natalizie sono ancora forti, e sia la figura che le storie su Santa Claus variano, ancora adesso, da paese a paese. Alcune storie dei paesi scandinavi sono meno briose e vivaci delle storie di Dickens, ma "La piccola fiammiferia" di Hans Christian Andersen è comunque una favola molto diffusa e conosciuta, aderente anch'essa allo spirito del natale: la storia: una piccola e indigente ragazza dei bassifondi cammina a piedi nudi nelle strade nevose della città, cercando invano di vendere i suoi fiammiferi, e sbirciando le celebrazioni natalizie dalle finestre delle case più fortunate, ma non osa tornare a casa a causa del padre alcolizzato. A differenza delle principali tradizioni anglosassoni, la bambina va incontro ad una tragica fine. 
Il Natale è presente anche in molte canzoni.

## Film sul Natale
Elenco sommario di film natalizi:
- Santa Claus, regia di George Albert Smith (1898)
- Le rêve de Noël, regia di Georges Méliès (1900)
- Scrooge, or, Marley's Ghost (1901)
- A Little Girl Who Did Not Believe in Santa Claus, regia di J. Searle Dawley e Edwin S. Porter (1907)
- The Christmas Burglars, regia di D. W. Griffith (1908) <perduto>
- A Trap for Santa Claus, regia di D. W. Griffith (1909)
- A Christmas Carol, regia di J. Searle Dawley, Charles Kent e Ashley Miller (1910)
- A Christmas Accident, regia di Harold M. Shaw (1912)
- Scrooge (anche Old Scrooge), regia di Leedham Bantock (1913)
- The Insects' Christmas, regia di Władysław Starewicz (1913)
- The Adventure of the Wrong Santa Claus, regia di Charles M. Seay (1914)
- The Right to Be Happy, regia di Rupert Julian (1916) <perduto>
- Situazione imbarazzante (Bachelor Mother), regia di Garson Kanin (1939)
- Ricorda quella notte (Remember the Night), regia di Mitchell Leisen (1940)
- La taverna dell'allegria (Holiday Inn), regia di Mark Sandrich (1942)
- Incontriamoci a Saint Louis (Meet Me in St. Louis), regia di Vincente Minnelli (1944)
- Il sergente e la signora (Christmas in Connecticut), regia di Peter Godfrey (1945)
- La vita è meravigliosa (It's a Wonderful Life), regia di Frank Capra (1946)
- La moglie del vescovo (The Bishop's Wife), regia di Henry Koster (1947)
- Il miracolo della 34ª strada (Miracle on 34th Street), regia di George Seaton (1947)
- Tu partirai con me (Holiday Affair), regia di Don Hartman (1949)
- Il ratto delle zitelle (The Lemon Drop Kid), regia di Sidney Lanfield (1951)
- Lo schiavo dell'oro (Scrooge), regia di Brian Desmond Hurst (1951)
- Bianco Natale (White Christmas), regia di Michael Curtiz (1954)
- L'appartamento (The Apartment), regia di Billy Wilder (1960)
- Christmas Evil, regia di Lewis Jackson (1980)
- A Christmas Story - Una storia di Natale, regia di Bob Clark (1983)
- Una poltrona per due, regia di John Landis (1983)
- La storia di Babbo Natale - Santa Claus (Santa Claus: The Movie) , regia di Jeannot Szwarc (1985)
- S.O.S. fantasmi (Scrooged), regia di Richard Donner (1988)
- Mamma, ho perso l'aereo (Home Alone), regia di Chris Columbus (1990)
- Festa in casa Muppet (The Muppet Christmas Carol), regia di Brian Henson (1992)
- Nightmare Before Christmas, regia di Henry Selick (1993)
- Santa Clause (The Santa Clause), regia di John Pasquin (1994)
- Uno sguardo dal cielo (The Preacher's Wife), regia di Penny Marshall (1996)
- Una promessa è una promessa (Jingle All the Way), regia di Brian Levant (1996)
- Babbo bastardo (Bad Santa), regia di Terry Zwigoff (2003)
- Elf - Un elfo di nome Buddy (Elf),  regia di Jon Favreau (2003)
- Love Actually - L'amore davvero (Love Actually), regia di Richard Curtis (2003)
- Joyeux Noël - Una verità dimenticata dalla storia (Joyeux Noël), regia di Christian Carion (2004)
- Polar Express (The Polar Express), regia di Robert Zemeckis (2004) -- animazione
- A Christmas Carol, regia di Robert Zemeckis (2009)
- Il figlio di Babbo Natale (Arthur Christmas), regia di Sarah Smith (2011)
- Almost Christmas - Vacanze in famiglia (Almost Christmas), regia di David E. Talbert (2016)
- Dickens - L'uomo che inventò il Natale (The Man Who Invented Christmas), regia di Bharat Nalluri (2017)
- Qualcuno salvi il Natale (The Christmas Chronicles), regia di Clay Kaytis (2018)